# Luna-Loop
Luna-Loop of Loopster is een attractietype dat ontwikkeld is door fabrikant Sunkid Heege. De attractie is kortweg een draaimolen die over de kop gaat. Het voertuig, een rondvormig object, zit vast aan een arm die 'rondjes' draait. Het voertuig kan tijdens de rit zowel voorwaarts of achterwaarts 360 graden om zijn as draaien. Aan de attractie kan een interactief element toegevoegd worden. Zo kunnen bezoekers aan het begin van de rit, door middel van een knoppenpaneel in het voertuig, aangeven of het voertuig voor- of achterwaarts dien te draaien. 